# Тертл-Ривер (тауншип, Миннесота)
Тертл-Ривер (англ. Turtle River) — тауншип в округе Белтрами, Миннесота, США. На 2000 год его население составило 1098 человек.

## География
По данным Бюро переписи населения США площадь тауншипа составляет 92,9 км², из которых 81,5 км² занимает суша, а 11,3 км² — вода (12,19 %).

## Демография
По данным переписи населения 2000 года здесь находились 1098 человек, 394 домохозяйства и 308 семей.  Плотность населения —  13,5 чел./км².  На территории тауншипа расположено 519 построек со средней плотностью 6,4 построек на один квадратный километр. Расовый состав населения: 93,90 % белых, 3,19 % коренных американцев, 1,28 % азиатов, 0,27 % — других рас США и 1,37 % приходится на две или более других рас. Испанцы или латиноамериканцы любой расы составляли 0,36 % от популяции тауншипа.
Из 394 домохозяйств в 39,6 % воспитывались дети до 18 лет, в 69,3 % проживали супружеские пары, в 4,3 % проживали незамужние женщины и в 21,8 % домохозяйств проживали несемейные люди. 16,8 % домохозяйств состояли из одного человека, при том 3,8 % из — одиноких пожилых людей старше 65 лет. Средний размер домохозяйства — 2,76, а семьи — 3,09 человека.
27,7 % населения — младше 18 лет, 8,7 % — в возрасте от 18 до 24 лет, 24,8 % — от 25 до 44, 29,1 % — от 45 до 64, и 9,7 % — старше 65 лет. Средний возраст — 39 лет. На каждые 100 женщин приходилось 112,8 мужчин.  На каждые 100 женщин старше 18 приходилось 115,2 мужчин.
Средний годовой доход домохозяйства составлял 53 571 доллар, а средний годовой доход семьи —  59 250 долларов. Средний доход мужчин —  36 979  долларов, в то время как у женщин — 30 461. Доход на душу населения составил 23 704 доллара. За чертой бедности находились 3,6 % семей и 8,2 % всего населения тауншипа, из которых 12,6 % младше 18 и 5,2 % старше 65 лет.